# Gogoșu, Dolj
Gogoșu là một xã thuộc hạt Dolj, România. Dân số thời điểm năm 2002 là 1029 người.